# Сијера Невада (Шпанија)
Сијера Невада (што на шпанском значи „планински ланац прекривен снегом”) је планински ланац у региону Андалузије у Шпанији. Садржи највишу тачку континенталне Шпаније и трећу највишу у Европи, након Кавкаских планина и Алпа, Муласен са 3.479 m изнад нивоа мора.
То је популарна туристичка дестинација, јер њени високи врхови чине скијање могућим у једном од најјужнијих скијалишта у Европи, у подручју дуж Средоземног мора, које је углавном познато по топлим температурама и обилном сунцу. У подножју планине налази се град Гранада, а мало даље Алмерија и Малага.